# Primera División de Macedonia del Norte 2022-23
La Primera División de Macedonia 2022-23 será la edición número 31 de la Primera División de Macedonia. La temporada comenzó el 6 de agosto de 2021 y terminara el 30 de mayo de 2023.
El Shkupi es el vigente campeón tras ganar la temporada pasada la primera liga de su historia.

## Sistema de competición
Los 11 equipos participantes jugaran entre sí todos contra todos tres veces totalizando 33 partidos cada uno, al término de la jornada 33 el primer clasificado se coronara campeón y obtendrá un cupo para la Primera ronda de la Liga de Campeones 2023-24, mientras que el segundo y tercer clasificado obtendrán un cupo para la Primera ronda de la Liga Europa Conferencia 2023-24; por otro lado el último clasificado descenderá a la Segunda División 2023-24 y los clasificados en la 9.° y 10ª posición jugarán unos play-offs de descenso.
Un tercer cupo para la Primera ronda de la Liga Europa Conferencia 2023-24 será asignado al campeón de la Copa de Macedonia.

## Ascensos y descensos
| Pos. | de la Primera División de Macedonia 2022-23 |
| ---- | ------------------------------------------- |
| 11.º | Borec                                       |
| 12.º | Pelister                                    |
| 5.º  | Renova                                      |

| Pos. | de la Segunda Liga de Macedonia 2022-23 |
| ---- | --------------------------------------- |
| 1.º  | Pobeda (Este)                           |
| 1.º  | Sileks Kratovo (Oeste)                  |

## Equipos participantes
| Equipo           | Ciudad    | Estadio                   | Capacidad |
| ---------------- | --------- | ------------------------- | --------- |
| Akademija Pandev | Strumica  | Stadion Blagoj Istatov    | 9.200     |
| Bregalnica       | Štip      | Gradski stadion Štip      | 4.000     |
| Makedonija GP    | Skopie    | Estadio Gorče Petrov      | 3.000     |
| Pobeda           | Prilep    | Estadio Goce Delčev       | 15.000    |
| Rabotnički       | Skopie    | Toše Proeski Arena        | 36.460    |
| Shkëndija        | Tetovo    | Ecolog Arena              | 15.000    |
| Shkupi           | Skopie    | Čair Stadium              | 6.000     |
| Sileks Kratovo   | Kratovo   | Gradski Stadion Kratovo   | 6.000     |
| Skopje           | Skopie    | Železarnica Stadium       | 3.000     |
| Struga           | Struga    | Gradska Plaža Stadium     | 2.500     |
| Tikvesh          | Kavadarci | Gradski Stadion Kavadarci | 7.500     |

## Tabla de posiciones
| Pos. | Equipo           | Pts. | PJ | G  | E  | P  | GF | GC | Dif. | Clasificación o descenso                                          |
| ---- | ---------------- | ---- | -- | -- | -- | -- | -- | -- | ---- | ----------------------------------------------------------------- |
| 1    | Struga (C)       | 68   | 30 | 20 | 8  | 2  | 53 | 19 | +34  | Primera fase clasificatoria de la Liga de Campeones 2023-24       |
| 2    | Shkupi           | 58   | 30 | 17 | 7  | 6  | 62 | 27 | +35  | Primera fase clasificatoria de la Liga Europa Conferencia 2023-24 |
| 3    | Shkëndija        | 57   | 30 | 16 | 9  | 5  | 43 | 23 | +20  | Primera fase clasificatoria de la Liga Europa Conferencia 2023-24 |
| 4    | Sileks Kratovo   | 48   | 30 | 13 | 9  | 8  | 41 | 34 | +7   |                                                                   |
| 5    | Bregalnica       | 41   | 30 | 10 | 11 | 9  | 33 | 34 | −1   |                                                                   |
| 6    | Tikvesh          | 40   | 30 | 11 | 7  | 12 | 40 | 37 | +3   |                                                                   |
| 7    | Makedonija GP    | 39   | 30 | 10 | 9  | 11 | 37 | 33 | +4   | Primera fase clasificatoria de la Liga Europa Conferencia 2023-24 |
| 8    | Rabotnički       | 37   | 30 | 11 | 4  | 15 | 37 | 48 | −11  |                                                                   |
| 9    | Akademija Pandev | 28   | 30 | 6  | 10 | 14 | 34 | 38 | −4   |                                                                   |
| 10   | Skopje           | 22   | 30 | 4  | 10 | 16 | 17 | 44 | −27  | Promoción de descenso                                             |
| 11   | Pobeda (D)       | 13   | 30 | 3  | 4  | 23 | 18 | 48 | −30  | Descenso a Segunda Liga de Macedonia 2023-24                      |

Actualizado a los partidos jugados el 14 de mayo de 2023.
 Fuente: Soccerway
Criterios de clasificación: Puntos · Diferencia de gol · Goles marcados · Puntos directos · Diferencia de gol directa · Goles de visita directos (solo si hay 2 equipos) · Goles marcados directos · Empates · Play-off. (Nota: Los criterios 2, 3 y 8 solo se usan si no deciden al campeón, competiciones UEFA or descenso).
Notas:
1. ↑  Makedonija GP clasificó a la Liga Europa Conferencia por ser el campeón de la la Copa de Macedonia del Norte 2022-23.

## Play-off de descenso
| 21 de mayo de 2023 | Skopje | vs. | Vardar | Gradski Stadion Kavadarci, Kavadarci |                                |
| 17:00              |        |     |        | Árbitro(s): Aleksandar Stavrev       | Árbitro(s): Aleksandar Stavrev |